# Grabianowo (stacja kolejowa)
Grabianowo – nieczynna stacja kolejowa we wsi Grabianowo, w województwie wielkopolskim, w Polsce. Znajduje się tu 1 peron.